# Cees van den Beld

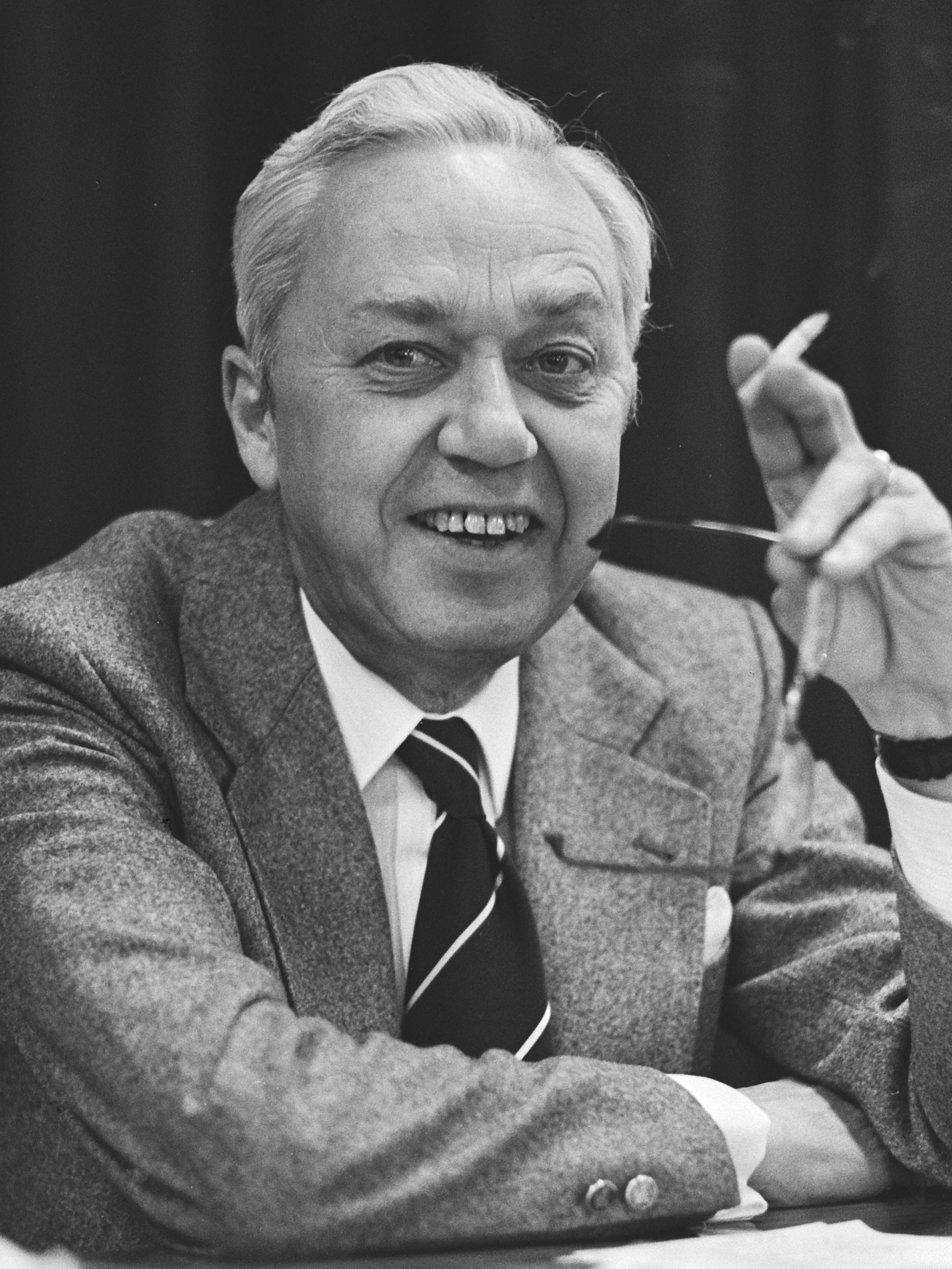
Professor drs. Van den Beld geeft een persconferentie (12 april 1978)

Cornelis Antonius (Cees) van den Beld (Den Haag, 2 maart 1923 – Den Haag, 18 mei 2003) was een Nederlands ambtenaar en bestuurder.

## Leven en werk
Van den Beld werd in 1923 geboren. Van 1966 tot 1984 was hij directeur van het Centraal Planbureau. Zijn opvolger daar was Peter de Ridder.
Van den Beld overleed in 2003 op 80-jarige leeftijd.